# Tolumnia guttata
Tolumnia guttata là một loài phong lan được tìm thấy từ México đến Colombia và vùng Caribbe.

## Hình ảnh

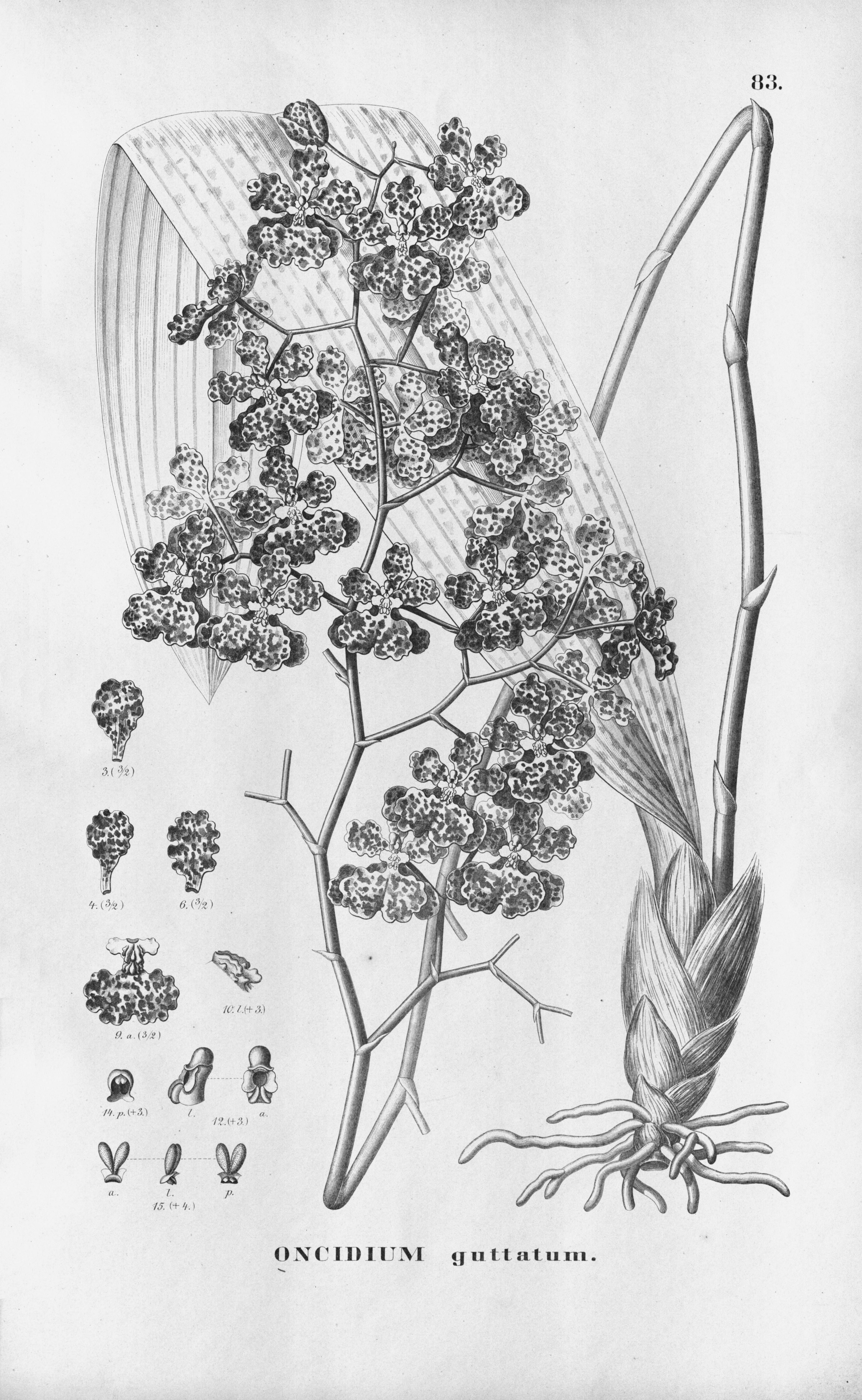
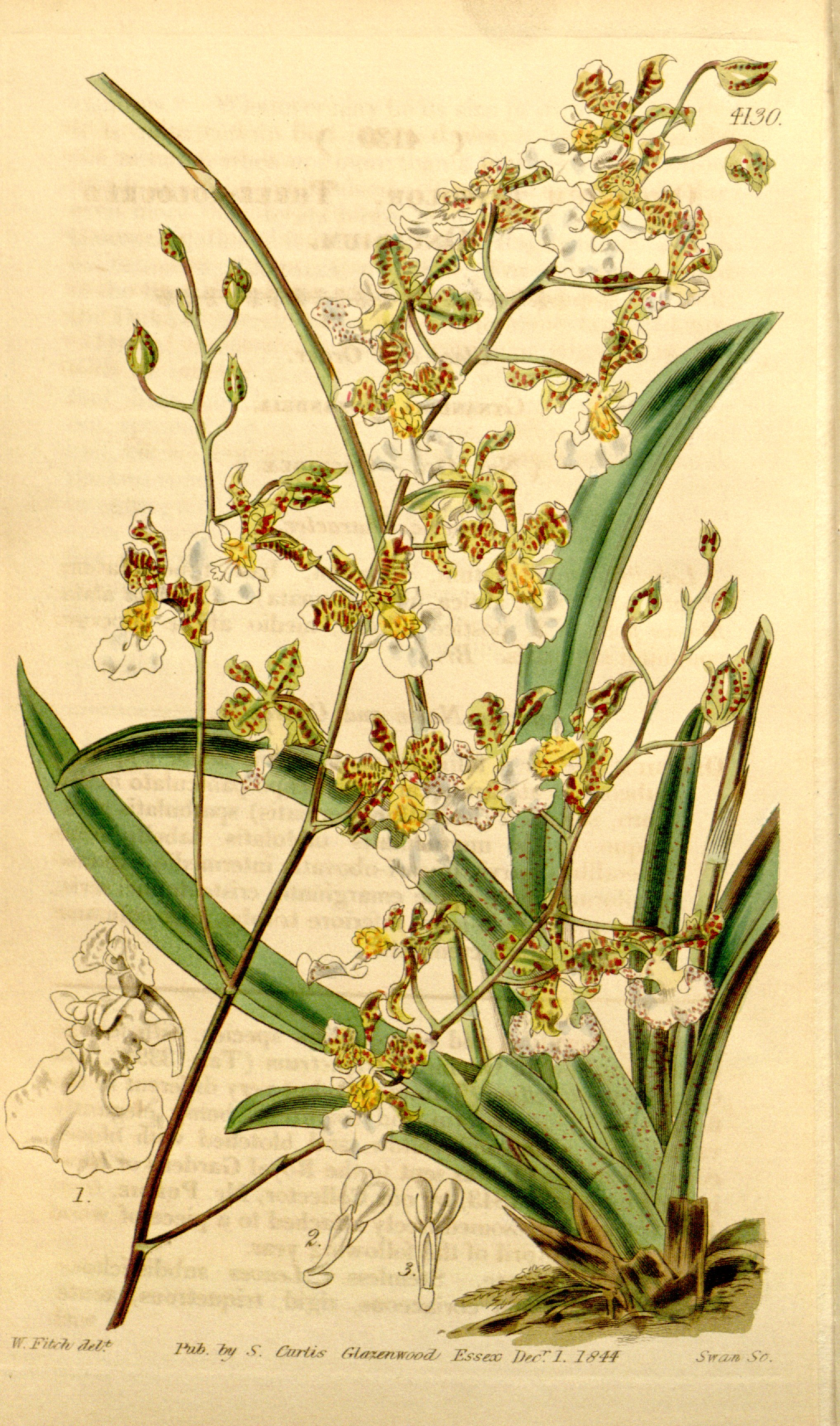